# 황산 칼슘
황산 칼슘(문화어: 황산칼시움, calcium sulfate)은 칼슘의 황산염이다. 자연적으로는 경석고로 산출되는 흰 결정이지만, 인위적으로는 칼슘염 수용액에 황산 또는 황산염 수용액을 넣으면 앙금으로써 얻을 수 있다.

## 수화 / 결정구조
황산칼슘은 수화 정도에 따라 세가지의 결정구조를 가지고 있다.
- CaSO4 (anhydrite) : 경석고, 무수석고
- CaSO4 · 2H2O (gysum) : 석고, 깁스, 천연석고, 이수석고
- CaSO4 · ½H2O (bassanite) : <지질학>버사나이트, 반수석고

## 수화/탈수 반응
- 수화(水化) 반응: {\displaystyle {\ce {{CaSO4.1/2H2O}+ 1\!1/2H2O -> CaSO4.2H2O}}} (발열 반응)
- 탈수(脫水) 반응: {\displaystyle {\ce {CaSO4.2H2O->{CaSO4.1/2H2O}+1\!1/2H2O\!\uparrow }}} (흡열 반응)

## 같이 보기
- 설화 석고 (앨러배스터)
- 경석고
- 시멘트
- 인산칼슘
- 과산화칼슘